# Dirk Nijland
Dirk Hidde (Dirk) Nijland (Dordrecht, 2 april 1881 - Santpoort, 27 maart 1955) was een Nederlands kunstschilder, tekenaar, graficus en boekbandontwerper.

## Biografie
Nijland was een zoon van Hidde Nijland (1853-1931) en Adriana Volker (1854-1937). Zijn vader was kunst- en antiekverzamelaar en Nijland kwam op jonge leeftijd al in aanraking met bekende namen in de kunstwereld. Op vijftienjarige leeftijd ging hij in de leer bij Antoon Derkinderen, gevolgd door lessen aan de Rijksschool voor Kunstnijverheid Amsterdam en de Academie van Beeldende Kunsten en Technische Wetenschappen in Rotterdam. In zijn latere carrière speelden achtereenvolgens de dichter Albert Verwey en de kunstcritici Albert Plasschaert en H.P. Bremmer een belangrijke rol.
Na zijn studietijd verbleef hij enkele jaren in Parijs en Brussel. Later woonde hij een groot deel van zijn leven in Rhoon en vanaf 1919 in Wassenaar. Zijn huizen liet hij ontwerpen door bekende architecten, dat in Wassenaar was een ontwerp van M.J. Granpré Molière.
In 1943 verhuisde hij van Wassenaar naar Leiden, waar hij verbleef in Huize Bloemlust bij Mw. de Groot - Feltkamp, een nicht van H.P. Bremmer.
In 1902 trouwde hij met jkvr. Maria Gijsberta van der Meer de Walcheren (1879-1947), pianiste en lid van de familie Van der Meer de Walcheren; in 1947 trouwde hij met letterkundige en uitgeefster Mea Verwey (1892-1978), dochter van Albert Verwey.
Nijland kon vele bekende kunstenaars tot zijn vriendenkring rekenen, onder wie de schilder Paul Arntzenius, de dichter Martinus Nijhoff, de criticus Cornelis Veth, de schrijver Herman de Man, de beeldhouwer John Rädecker, de schilderes Charley Toorop, de architect Alexander Jacobus Kropholler en de kunstverzamelaars Anton Kröller en Helene Kröller-Müller, die ook werk van hem kochten.

## Werk
Nijland richtte zich in zijn werk vooral op de nauwkeurige vastlegging van alledaagse dingen. Zijn bijzondere aandacht had de relatie tussen land en water, tot uiting komend in veel rivier- en haventaferelen. Hij werkte veel in Zuid-Holland en op de Zeeuwse eilanden, in plaatsen als Scheveningen, Hellevoetsluis, Vlissingen, Bruinisse en Brouwershaven. Hij schilderde en tekende daar mensen in hun omgeving van de havens. Zijn inzet was realistisch, zakelijk en precies en met minimaal gebruik van kleur. Zijn werk werd in zijn tijd al zeer gewaardeerd en reeds vroeg door musea aangekocht.
Af en toe ontving hij opdrachten waarbij zijn talenten als graficus naar voren kwamen. Hij illustreerde in 1904 een speciale uitgave van Boefje van M.J. Brusse. Zijn belangstelling voor maritieme onderwerpen kwam later van pas bij illustraties van boeken van Herman de Man.
Overzichtstentoonstellingen van zijn werk werden gehouden in 1951 in het Frans Hals Museum in Haarlem, in 1968 in het Groninger Museum en in 1993 in het Drents Museum in Assen, dat een groot deel van zijn nalatenschap beheert. Nijland was lid van Arti et Amicitiae, de Pulchri Studio en de Vereeniging tot Bevordering der Grafische Kunst.